# Sparrow Records
Sparrow Records est un label de disques de musique chrétienne contemporaine, affilié à Universal Music Group et basé à Brentwood (Tennessee) aux États-Unis.  

## Histoire
Sparrow Records est fondé en 1976 par Billy Ray Hearn, diplômé en musique chrétienne de l’Université Baylor . Barry McGuire est le premier artiste à signer avec le label . En 1992, EMI Group acquiert le label. En 2012, le label est acquis par Capitol Christian Music Group d’Universal Music Group .

## Artistes associés
- Amy Grant
- Mandisa
- Shawn McDonald
- Christy Nockels
- Nichole Nordeman
- Matt Redman
- Sanctus Real
- Switchfoot
- John Michael Talbot
- Chris Tomlin
- Matthew West